# Ester Expósito
Ester Expósito, född 26 januari 2000 i Madrid, är en spansk skådespelare.
Expósito har bland annat medverkat i TV-serien Elitskolan (2018–2020). Hon har även medverkat i filmerna Mamá o papá från 2021 och Venus från 2022.

## Filmografi (i urval)
- 2018–2020: Elitskolan
- 2021: Mamá o papá
- 2022: Venus
- 2024 – Banditer (TV-serie)